# Temelucha difficilis
Temelucha difficilis är en stekelart som beskrevs av Dasch 1979. Temelucha difficilis ingår i släktet Temelucha och familjen brokparasitsteklar. Inga underarter finns listade i Catalogue of Life.